# Aposporia

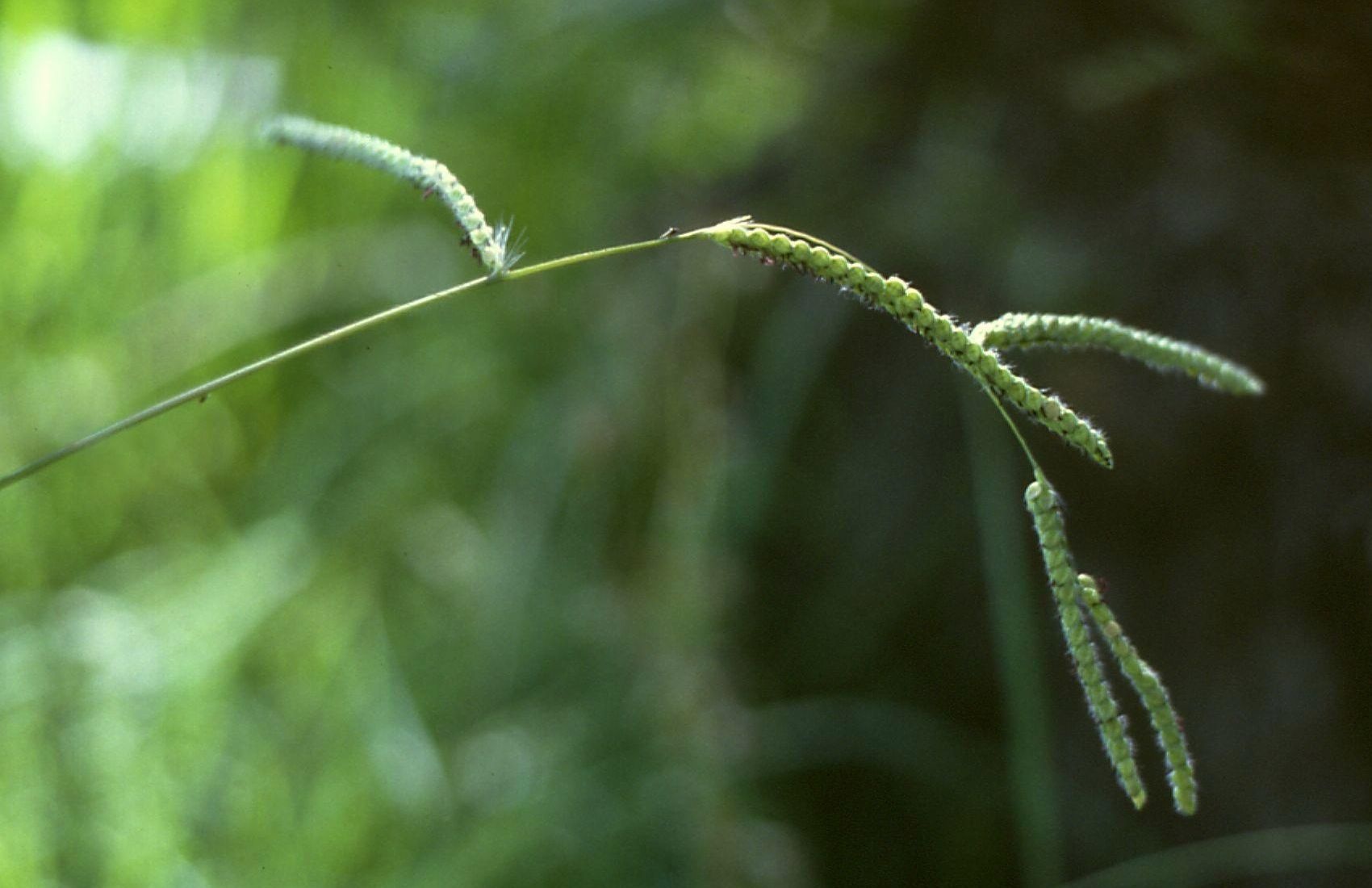
La aposporia es uno de los mecanismos de apomixis frecuentes en las gramíneas. En la imagen, panoja de Paspalum dilatatum, una especie apospórica.

En botánica, la aposporia es un proceso de formación asexual de semillas o apomixis en el que el saco embrionario tiene su origen en una célula somática de la nucela. Los sacos embrionarios apospóricos contienen un gameto femenino no reducido, la oósfera, a partir de la cual se desarrolla directamente el embrión por partenogénesis sin que exista doble fecundación. Mientras en el proceso sexual la reducción del número cromosómico durante la meiosis se complementa con la fecundación que restaura el nivel de ploidía diploide, en la aposporia la ausencia de reducción se complementa con la partenogénesis.